# سلو استانتسی یوماتوو
سلو استانتسی یوماتوو (انگلیسی: Selo stantsii Yumatovo) یک شهرک در شهرستان اوفیمسکی استان باشقیرستان کشور روسیه است.